# Schimbar
Koordinaten: 32° 39′ 0″ N, 49° 36′ 0″ O

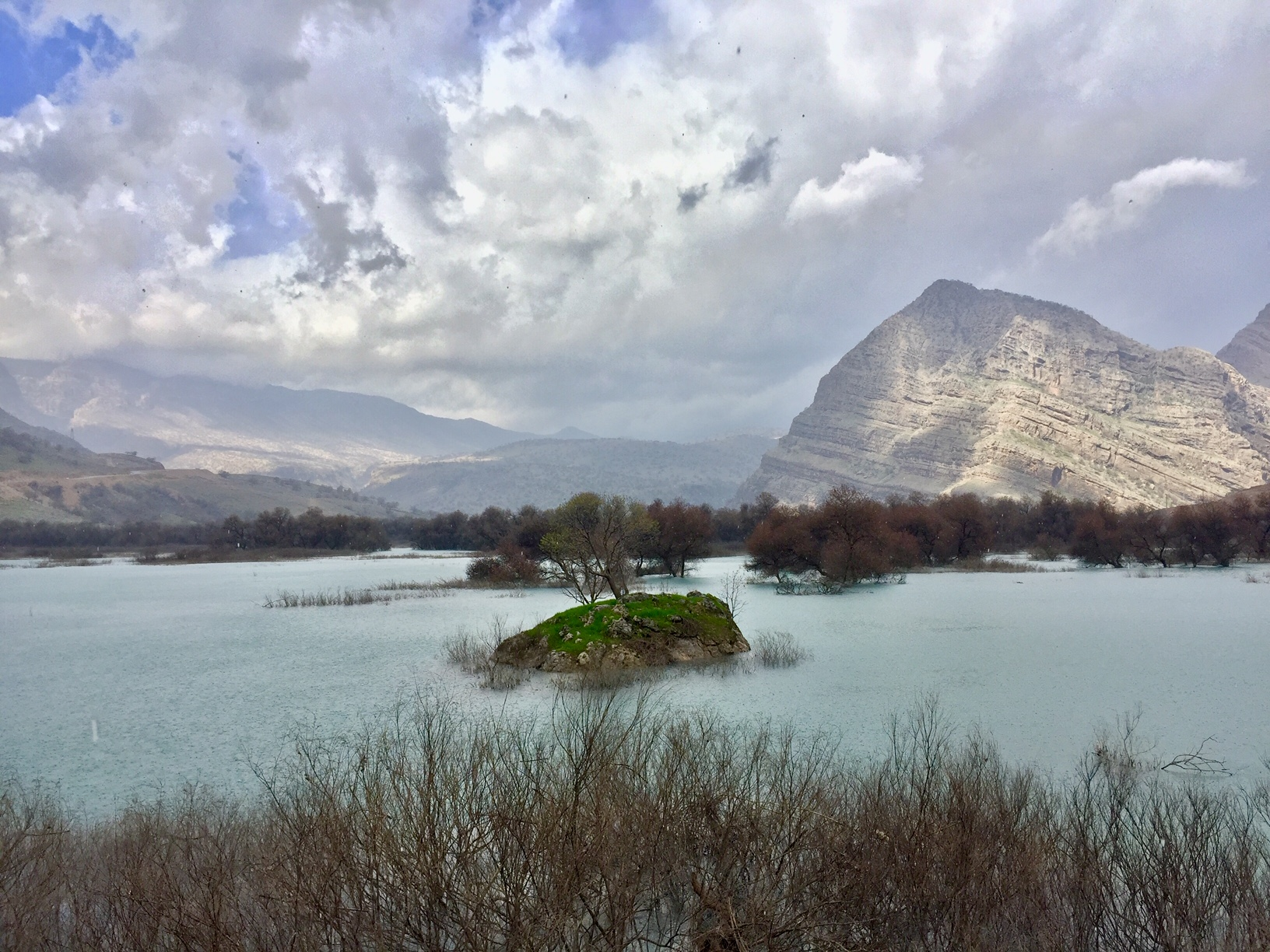
Schimbar in der Provinz Chuzestan, Iran

Schimbar (persisch شیمبار, DMG Šīmbār; auch Shimbar, genannt auch Tang-i Butan oder Tang-i Schimbar) ist ein Tal in der Provinz Chuzestan (Iran, in der Region der antiken Elymais), in dem sich zwei parthische Felsreliefs und die Reste eines Baues, vielleicht eines Tempels, befinden.
Das erste Relief zeigt nur eine einzelne stehende männliche Figur. Sie ist circa einen Meter groß, frontal wiedergegeben und trägt Hosen mit einer Tunika darüber.
Das zweite Relief zeigt dagegen zwölf Männer in einer Reihe, neun von ihnen leicht überlebensgroß, während drei auf der rechten Seite etwas kleiner dargestellt sind. Dieses Relief besteht aus fünf Gruppen, die wahrscheinlich nacheinander und nicht zur gleichen Zeit angefertigt wurden. Ganz links befinden sich zwei Figuren, eine von ihnen nackt. Neben dem Nackten steht ein bekleideter Mann und es findet sich die Inschrift wky, der Ältere, im Eid, Sohn des Swl. Zwischen den beiden ist ein Altar wiedergegeben. Die nächste Gruppe zeigt wiederum einen nackten Mann und zwei bekleidete Männer rechts davon. Auch hier finden sich Beischriften, darunter wird Sptw genannt, der die Bilder geschaffen haben soll. Die folgende Gruppe zeigt zwei Figuren, einen nackten neben einem bekleideten Mann. Die Beischrift lautet: Orodes, der Große, im Eid. Die nächste Gruppe zeigt wiederum einen nackten neben einen bekleideten Mann, während in der letzten Gruppe des Reliefs drei bekleidete Männer in einer Reihe dargestellt sind. Ihre Figuren sind etwas kleiner als die anderen (ca. 1, 10 m hoch), aber, wie alle anderen, vollkommen frontal wiedergegeben.
Die nackte Figur in den einzelnen Gruppen dürfte entweder jeweils Herakles (oder Verethragna, der mit Herakles gleichgesetzt wurde) darstellen, wobei in einer Inschrift auch ein Altar des Baal genannt wird und es deshalb nicht unwahrscheinlich scheint, dass hier Baal wiedergegeben ist. Die bekleideten Figuren sind jeweils die Stifter des Reliefs, wobei das zweite Relief anscheinend in Etappen hergestellt wurde. Mehrere Stifter haben sich hier jeweils mit ihrer Gottheit verewigt. Es gibt wenig Anhaltspunkte für eine Datierung der Reliefs; stilistisch mögen sie in die zweite Hälfte des zweiten und an den Beginn des dritten Jahrhunderts nach Christi Geburt gehören.